# 美少女着ぐるみ

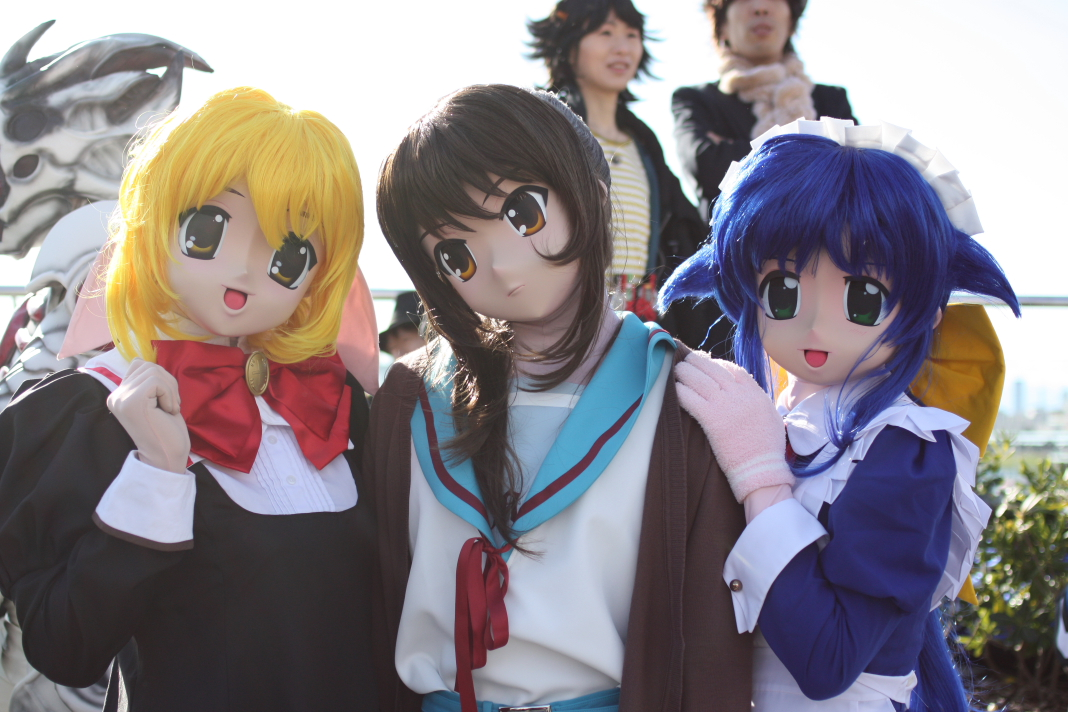
コミックマーケット77にて

美少女着ぐるみ（びしょうじょきぐるみ）は、マスクとキャラクターの衣装を用いてアニメや漫画のキャラクターを表現するコスプレの一種。海外では「Animegao-Kigurumi（アニメ顔着ぐるみ）」「Kigurumi」の通称も存在する。

## 概要

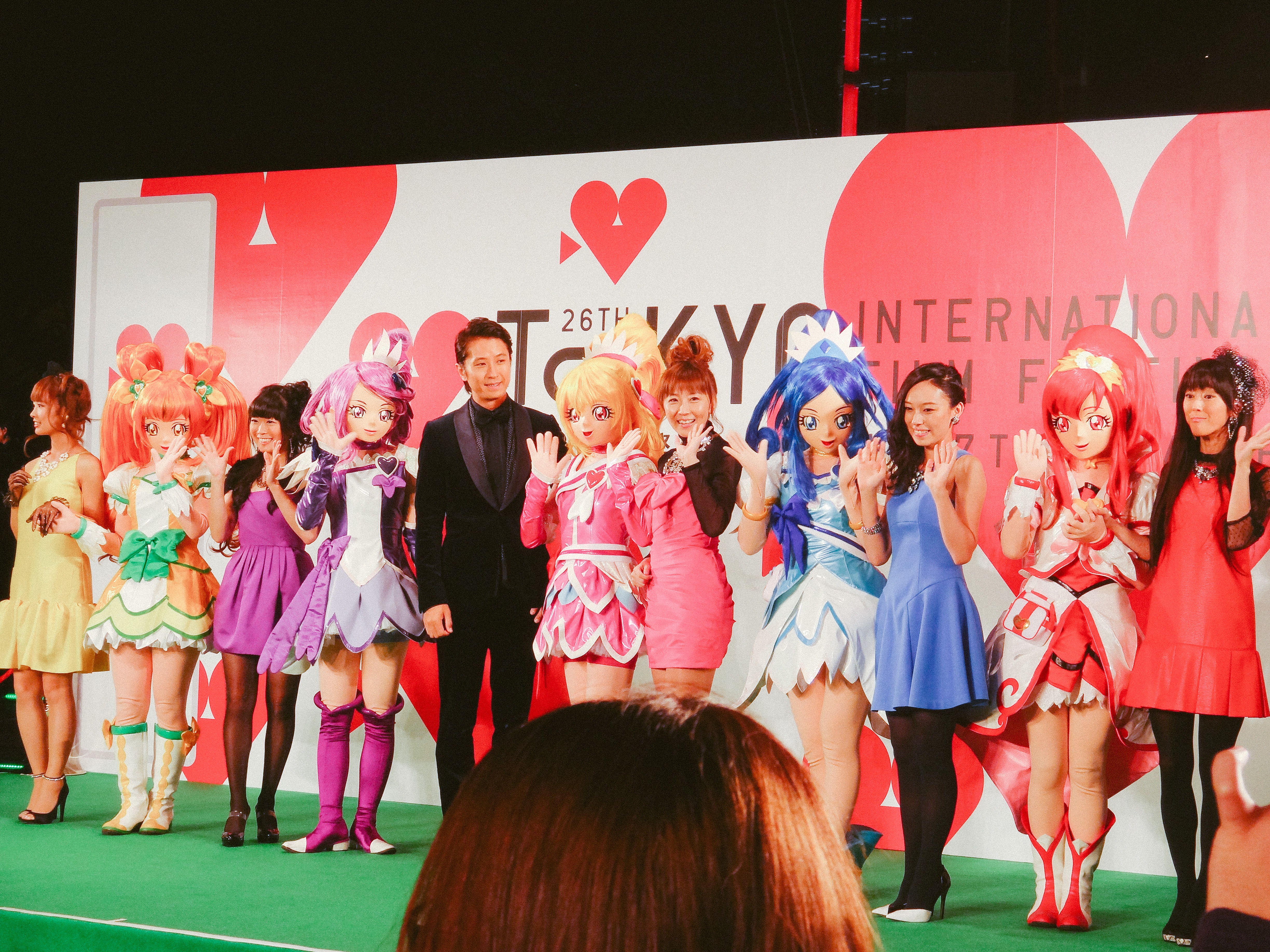
ドキドキ!プリキュアのキャラクターショー用着ぐるみ（第26回東京国際映画祭）

頭をすっぽりと覆う形のキャラクターの頭部を再現したマスク、コスチュームの下に地肌を露出しないようにする肌色のタイツを着用し全身をすべて覆う形でキャラクターのイメージを保つべく声を出さずに行動し、主に男性の愛好者が多いとされている。
キャラクターショーで用いられる人型キャラクターの着ぐるみの構造を元にし、また愛好者を「ドーラー（Doller）」と呼ぶ場合もあったが、その後球体関節人形を模した着ぐるみの着用者にも用いられている。日本で小規模な活動が行われ、2005年ごろから欧米を始めとした海外でも注目されることとなる。
2004年の読売新聞によるコスプレイベントに参加した着ぐるみを用いたコスプレイヤーへの取材では「自分と全く違うものになりたい変身願望を持つも普通のコスプレでは自分が前面に出て特に男性が女性キャラになるのは難しく、インターネットで着ぐるみのサイトを見てこれだと思った」「自分の好きなキャラクターになりきれて注目される笑顔が嬉しい」といった声があり、女優の加藤夏希は「男性でも綺麗になりたいと思う事の表れ、方向性は違うがビジュアル系バンドのノリに似ている、喋らなくて良いので自分だけの空間にいる安心感もある」と考察している。
女性の人間キャラクターを再現する形が主となっており、男性キャラクターや妖精・ロボットといった人間以外のキャラクター、オリジナルキャラクターを演じる場合もある。
主に「肌タイ」と呼ばれる肌色の全身タイツを主としたボディスーツとマスクを着用することで元のキャラクターの外観を強く再現する事ができ、マスクは主にFRPや粘土、または3Dプリンタにより造形され、男女を問わず用いられている。一般向けに着ぐるみ制作を代行する業者も存在し、一部のコスプレイヤーは専門の業者からマスクを入手している。
美少女型の着ぐるみ制作を代行する業者は2018年時点で日本国内に6箇所ほど存在するほか、台湾やアメリカにも存在し、主要な例としては日本の業者でオリジナルデザインの素体を元にしたウィッグ・瞳パーツのカスタマイズによるマスクを13万円から、また台湾の業者でフルカスタムのマスクを約13.1万円程からの価格で受注しており、代行業者によるマスクの平均的金額は10万円から20万円程となっている。

## その他の使用
このような着ぐるみは主にキャラクターショーやコスプレイヤーが用いるが、この他DJの桃知みなみやファッションモデルの橋本ルルが取り入れている他、ウェイトレスが着ぐるみを着用する「着ぐるみカフェ」の試みも行われている。またポーター・ロビンソンの楽曲「チアリーダー」でもジャケットやミュージックビデオに着ぐるみマスクを用いている。